# Adolph Böcking (Maler)
Adolph Böcking (* 22. November 1782 in Trarbach, Grafschaft Sponheim; † 11. Januar 1861 in Monaca, Beaver County, Pennsylvania) war ein deutschamerikanischer Landschaftsmaler der Düsseldorfer Schule.

## Leben
Böcking war der drittälteste Sohn des Großkaufmanns und Bankiers Adolf Böcking (1754–1800) und dessen Ehefrau Ernestine Clara (1760–1821), einer Tochter des Tuchfabrikanten Bernhard Georg von Scheibler aus der Monschauer Unternehmerfamilie Scheibler. Sein Bruder war der spätere Bergrat und Bürgermeister von Saarbrücken, Heinrich Böcking.
Böckings Vater hatte im Jahr 1783 als erster Protestant vom Trierer Kurfürsten Clemens Wenzeslaus von Sachsen die Genehmigung erhalten, sich als Protestant im katholisch geprägten Koblenz niederzulassen und eine Handlung zu gründen. Die Familie musste beim Herannahen der französischen Revolutionstruppen nach Hanau fliehen und kehrte erst nach dem Sturz Robespierres und dem Ende der Terrorherrschaft in das linksrheinische Gebiet zurück. Ab dem Jahr 1796 wohnte die Familie dann in Saarbrücken. Der Vater starb im Mai 1800 bei einem Aufenthalt in seiner Geburtsstadt Trarbach. Dies führte zur Auflösung des väterlichen Unternehmens.
Am 6. April 1825 heiratete Böcking Johanne(tta) Maria (Marie, Mary), geborene Brückner (1801–1869). Das Paar hatte sechs Kinder, drei Söhne und drei Töchter, unter ihnen Emma, später die Ehefrau des Landschaftsmalers Emil Bott.
Im Alter von 50 Jahren begann Böcking ein Studium an der Kunstakademie Düsseldorf. In den Jahren 1832 bis 1834 besuchte er dort die Landschafterklasse von Johann Wilhelm Schirmer. Nach dem Studium lebte er noch einige Jahre als Maler in Düsseldorf, wo er der evangelischen Gemeinde der Stadt angehörte und 1838 in der Altestadt wohnte. Außerdem beschäftigte er sich mit der Entwicklung von Ölfarben und Firnissen, die in der von seiner Frau geführten Farbenhandlung der Kunstakademie Düsseldorf zu kaufen waren. 1849 emigrierte er mit seiner Familie in die Vereinigten Staaten, wo sie sich in Phillipsburg, Beaver County, niederließen.